# Granatnik wz. 30
Granatnik wz. 30 – polski granatnik z okresu międzywojennego.
Granatnik został wyprodukowany przez firmę Perkun w Warszawie. Do uzbrojenia Wojska Polskiego został wprowadzony w 1933. Udoskonaloną jego wersję oznaczono granatnik wz. 36.
- Masa broni – 7 kg.[1]
- Masa granatu – 0,7 kg.
- Długość broni – 640 mm.
- Długość lufy – 395 mm.
- Prędkość początkowa pocisku – 100 m/s.